# Peter Cetera
Peter Paul Cetera, född 13 september 1944 i Chicago, Illinois, är en amerikansk musiker, sångare, låtskrivare och producent. Han var basist och sångare i gruppen Chicago mellan 1967 och 1985. Gruppen fick bland annat en hit med "Hard to Say I'm Sorry" 1982, som Cetera hade skrivit tillsammans med David Foster.
Några av Ceteras största hits som soloartist är "Glory of Love" (1986) och Agnetha Fältskog-duetten "I Wasn't the One (Who Said Goodbye)" (1988).

## Diskografi, solo
Studioalbum
- 1981 – Peter Cetera
- 1986 – Solitude/Solitaire
- 1988 – One More Story
- 1992 – World Falling Down
- 1995 – One Clear Voice
- 1997 – You're the Inspiration: A Collection
- 2001 – Another Perfect World
- 2004 – You Just Gotta Love Christmas

Livealbum
- 2004 – The Best of Peter Cetera: Live
- 2006 – Live in Salt Lake City
- 2007 – Timeless: The Symphony Tour

Samlingsalbum
- 2002 – Greatest Hits
- 2007 – The Number Ones
- 2005 – Faithfully
- 2013 – Coleção Anthology - Glory of Love

## Med Chicago
- 1969 – Chicago Transit Authority
- 1970 – Chicago II
- 1971 – Chicago III
- 1972 – Chicago V
- 1973 – Chicago VI
- 1974 – Chicago VII
- 1975 – Chicago VIII
- 1976 – Chicago X
- 1977 – Chicago XI
- 1978 – Hot Streets
- 1979 – Chicago 13
- 1980 – Chicago XIV
- 1982 – Chicago 16
- 1984 – Chicago 17

### Fotnoter
1. ↑  Peter Cetera på IMDb
2. ↑  Jens Peterson (10 december 2009). ”Will Smiths son - nya Karate kid” (på svenska). Aftonbladet. https://www.aftonbladet.se/nojesbladet/film/article12183455.ab. Läst 8 november 2017.
3. ↑  I Wasn't The One Who Say Goodbye - Peter Cetera & Agnetha på Pinterest